# Vieux-Villez
Vieux-Villez – miejscowość i dawna gmina we Francji, w regionie Normandia, w departamencie Eure. W 2013 roku jej populacja wynosiła 194 mieszkańców.
W dniu 1 stycznia 2016 roku z połączenia trzech ówczesnych gmin – Aubevoye, Sainte-Barbe-sur-Gaillon oraz Vieux-Villez – utworzono nową gminę Le Val d’Hazey. Siedzibą gminy została miejscowość Aubevoye.